# 김사엽
김사엽(金思燁, 1959년 2월 10일 ~, 의성)은 국립)한국체육대학교 사회체육학과 종신.명예교수이며 현재 한국스포츠학회 회장직을 맡고 있다.

## 학력
- 건국대학교 대학원 이학 박사
- 중앙대학교 대학원 체육학 석사
- 원광대학교 체육교육학 학사
- 경북 의성 안계고등학교 졸업

## 경력
- 한국체육산업개발 대표이사
- 법무부 국적심의위원회 위원
- 문화체육관광부 경영평가단 평가위원
- 기획재정부 국제행사심사위원회 민간위원
- 국립)한국체육대학교 교학처장
- 국립)한국체육대학교 총장 당선(2014년)
- 문화체육관광부 규제개혁위원회의 위원
- 서울올림픽기념 국민체육진흥공단 선임비상임이사
- 스포츠안전재단 이사
- 국민생활체육회 이사
- 국립)한국체육대학교 사회교육원장
- 한국스포츠학회 회장
- 국립)한국체육대학교 사회체육학과 교수
- 국립)한국체육대학교 사회체육학과 종신.명예교수

## 저서
- 《스포츠사회학 개론》 (21세기교육사) 2006년 8월 ISBN 9788986600117
- 《스포츠사회복지론》 (21세기교육사) 2006년 5월 ISBN 9788986600964
- 《스포츠시설론》 ((주)이코랜스) 2005년 5월
- 《스포츠마케팅 및 시설경영실무》 ((주)이코랜스) 2005년 5월
- 《스포츠 시설관리운영론》 (21세기교육사) 2004년 3월 ISBN 9788986600834
- 《체육시설관리학》 (21세기교육사) 1997년 5월 ISBN 9788986600124